# 東亞附幹蘚
東亞附幹蘚（学名：Schwetschkea matsumurae）为碎米蘚科附幹蘚屬下的一个种。